# San Marino i olympiska sommarspelen 1992
San Marino deltog i de olympiska sommarspelen 1992, men ingen av landets deltagare erövrade någon medalj.

## Bågskytte
Herrarnas individuella
- Paolo Tura — Rankningsrunda, 73:e plats (0-0)

## Friidrott
Herrarnas 100 meter
- Dominique Canti
  - Heat — 11,14 (→ gick inte vidare)

Herrarnas 4 x 100 meter stafett
- Nicola Selva, Manlio Molinari, Dominique Canti och Aldo Canti
  - Heat — 42,08 (→ gick inte vidare)

## Tennis
Herrdubbel
- Christian Forcellini och Gabriel Francini
  1. Första omgången — Förlorade mot Anastasios Bavelas och Konstantinos Efraimoglou (Grekland) 1-6, 1-6, 2-6